# Сапиро, Евгений Саулович
Евге́ний Сау́лович Сапи́ро (29 января 1934 — 21 сентября 2024, Пермь) — советский и российский политик, учёный-экономист, доктор экономических наук, профессор, зав. кафедрой учёта и финансов (1976—1987), почётный профессор Пермского университета.

## Биография
Родился 29 января 1934 года в Мариуполе. В 1941 году вместе с родителями (отец — инженер-металлург, мать — врач) был эвакуирован на Урал. Сначала семья жила в Нижнем Тагиле, а затем в г. Чусовой.
В 1956 году окончил Уральский политехнический институт, получив диплом инженера-металлурга.
В 1956—1961 годах — помощник мастера, мастер, старший мастер, калибровщик Чусовского металлургического завода. Член КПСС (1961).
В апреле — ноябре 1961 года — старший мастер строящегося прокатного цеха завода «Камкабель» (г. Пермь), заместитель начальника цеха.
В 1961—1973 годах — старший инженер, ассистент, аспирант, старший преподаватель, доцент Пермского политехнического института. В 1964 году защитил кандидатскую диссертацию «Вопросы организации производства привалковой арматуры прокатных станов».
В 1973—1987 годах — доцент, профессор кафедры экономической кибернетики, заведующий кафедрой учёта и финансов Пермского университета. В 1977 году получил учёную степень доктора экономических наук за диссертацию «Проблемы совершенствования экономического механизма технического развития промышленного предприятия».
С 1987 года — заведующий пермским отделом Института экономики УрО АН СССР.
С 1990 года — заместитель председателя Пермского облисполкома по экономике.
С 1992 года — первый заместитель главы Администрации Пермской области.
С 1994 по 1997 год — председатель Законодательного собрания Пермской области, член Совета Федерации, председатель комитета по экономической политике Совета Федерации.
В мае — сентябре 1998 года — министр региональной и национальной политики РФ, позднее возглавил Пермский общественный фонд стратегических исследований.
С 2000 по 2004 год — директор научно-информационного центра Российской академии государственных служащих, эксперт фонда стратегических разработок (Фонд Греф).
С 2004 по 2015 год — советник министра природных ресурсов РФ, заместитель председателя правления Пермского землячества.
С 2015 года — научная и публицистическая деятельность.
Скончался в ночь на 21 сентября 2024 года в Москве в возрасте 90 лет.  Урна с прахом захоронена на Ваганьковском кладбище, в открытом колумбарии, саркофаг 15.

## Научная деятельность
Научные исследования Е. С. Сапиро посвящены экономическим проблемам научно-технического прогресса и региональной экономики.
Автор более 170 научных публикаций, в том числе 9 монографий. Почётный профессор Пермского университета (ПГНИУ) и Пермского государственного технического университета (с 25.12.2008). Действительный член Российской академии естественных наук (1994).

## Основные работы

### Научные работы
- Современные методы управления научно-техническим прогрессом. Пермь, 1973;
- Организация и эффективность технического развития предприятия (1980).
- Технический прогресс: опыт планирования, организации, стимулирования (1980, в соавт. с Л. Г. Пинаевым).
- В условиях эксперимента: опыт завода «Камкабель» (1986, в соавт. с Ф. Д. Демиковским).
- Предприятие: управление прогрессом (1988).
- Экономический анализ качества продукции (1988).

### Воспоминания, публицистика, художественная литература
- Стриптиз с юмором. Пермь, 2003.
- Трактат об удаче. Изд. «Маматов», 2009.
- Путь к успеху. Female edition. Изд. СКАГС, 2011 (в соавт. с В. П. Чичкановым).
- Времена и мгновения. Пермь, 2013.
- Никого впереди (роман). СПб.: Маматов, 2015.